# Sanna Kyllönen
Sanna Kyllönen (nascida Hernesniemi; Kokkola, 9 de março de 1971) é uma ex-atleta finlandesa especialista em provas de velocidade. Participou de três edições de Jogos Olímpicos onde competiu nos 100 m, 200 m e no revezamento 4x100 metros com a equipe da Finlândia.